# 格奧爾基·加斯頓·馬林
格奧爾基·加斯頓·馬林（羅馬尼亞語：Gheorghe Gaston Marin，1908年4月14日—2010年2月25日），出生名是格奧爾基·格羅斯曼（羅馬尼亞語：Gheorghe Grossman），猶太人，是一名羅馬尼亞社會主義共和國政客，曾在格奧爾基·佐治烏-德治和尼古拉·壽西斯古統治期間擔任公職。1980年代，他移居以色列，但後來返回布加勒斯特，並在那裡去世。

## 外部連結
- A Romanian-American Partnership during the Cold War
- A murit Gaston Marin, dirijorul electrificarii Romaniei
- （羅馬尼亞語） Interview